# Pinka (rzeka)
Pinka (hist. Pinggau, Pinkau) – rzeka we wschodniej Austrii i w zachodnich Węgrzech, lewy dopływ Raby w dorzeczu Dunaju. Długość – 88 km, powierzchnia zlewni – 1369 km², średni przepływ – 5 m³/s.
Źródła Pinki znajdują się na wschodnim skraju pasma Wechsel w Alpach Styryjskich. Rzeka płynie na południowy wschód przez wzgórza Kőszeg. Na odcinku między wsiami Pornóapáti i Pinkamindszent kilkakrotnie przecina granicę węgiersko-austriacką. Tuż przed granicą przyjmuje swój największy dopływ – Strem. Kilka kilometrów za granicą, niedaleko Körmend, uchodzi do Ráby.